# Fritz Plato
Fritz Plato (* 1858; † 1938) war ein deutscher Chemiker und Direktor des Deutschen Instituts für Maße und Gewichte. Nach ihm ist die Stammwürzekonzentration in Bier benannt. 
Fritz Plato veröffentlichte im Jahr 1900 eine auf den Erkenntnissen des böhmischen Chemikers Karl Josef Napoleon Balling beruhende Tabelle, mit der er das bereits 1843 eingeführte gleichnamige Maßsystem weiter entwickelte. Die von Plato gefundene Maßeinheit Grad Plato (°P) wurde nach ihm benannt. Zum Zeitpunkt seiner Veröffentlichung war Plato Direktor des Deutschen Instituts für Maße und Gewichte.

## Schriften
- Der praktische Faßeichmeister: Ein Hand- und Hilfsbuch für Eichmeister, Brauereibesitzer, Küfer usw. Springer Verlag 1912
- Walter Block: Messen und Wägen. Ein Lehr- und Handbuch insbesondere fur Chemiker. Mit einer Einleitung von Fritz Plato: Die historische Entwicklung der Messkunde und des Mess- und Gewichtswesens. Verlag Spamer, Leipzig 1928. (Chemische Technologie in Einzeldarstellungen)